# دعاء الشرق
دعاء الشرق هي قصيدة ألفها الشاعر المصري محمود حسن إسماعيل، ولحنها محمد عبد الوهاب وغناها عام 1954.

## الأغنية
- بعد مرور حوالي 6 سنوات من احتلال فلسطين عام 1948 وبعد حوالي سنتين من ثورة يوليو 1952 كان الشعور في العالم العربي لا يزال مليئاً بالأمل في أن ينهض هذا العالم العربي ليستعيد الأرض المحتلة، ويحقق الوحدة العربية، وفي هذا الجو العام كتبت هذه القصيدة، فالشرق العربي الذي ظهرت منه الرسالات السماوية، كيف يرضى أن تحتل أرضه من الغاصبين.
- لحن عبد الوهاب هذه القصيدة بلحن شرقي أصيل مما يدل على قدرته على التلحين على هذا الشكل، وقد ذكر في برنامج «النهر الخالد» أن لحن مذهب (مطلع) القصيدة هو محاكاة لطريقة قراءة أحد أئمة المساجد للقرءان الكريم، ويقول هذا المطلع:

يا سماء الشرق طوفي بالضياءِ...وانشري شمسك في كل سماءِ
ذكريه واذكري أيامه بهدى الـــــحق ونور الأنبياءِ 
- وعلى الرغم من أنه يستخدم آلة غربية في بداية مقطع «أيها السائل عن راياتنا» (ربما تكون الأوبوا أو الكلارينت) إلا أنها لم تخل بالجو الشرقي العام للحن.
- تعتبر هذه القصيدة من الأغاني الكبيرة في حياة عبد الوهاب، وقد قدم في نفس العام (1954) قصيدتين جميلتين أخرى ين هما «النهر الخالد»، وهي أيضاً لمحمود حسن إسماعيل، وقصيدة ليالي الشرق (أو الروابي الخضر) من تأليف أحمد خميس.
- خلال غناء الأغنية ارتكب عبد الوهاب خطاً لغوياً بسيطاً (وهو نفس الخطأ الذي ارتكبه عند غناء قصيدة يا جارة الوادي عام 1928) إذ أنه نطق اللام في كلمة (الشهب) في البيت الذي يقول:

أيها السائل عن راياتنا...لم تزل خفاقة في الشهب
والصواب عد نطق تلك اللام لأنها لام شمسية